# Viatura
Viatura é a designação genérica de qualquer veículo ou meio de transporte. Popularmente é o termo empregado para descrever os automóveis militares.
Vem do termo voiture em francês.
Conforme a sua especialização militar as viaturas podem-se dividir em:
- Viaturas de Combate
- Viaturas Táticas
- Viaturas Administrativas
- Viaturas Aéreas
- Viaturas de Patrulhamento

Conforme o seu tipo e função podem dividir-se em:
- Blindados
- Viaturas ligeiras de transporte de pessoal
- Viaturas ligeiras de transportes gerais
- Viaturas pesadas de transporte de pessoal
- Viaturas pesadas de transportes gerais
- Viaturas especiais
- Motocicletas